# Space Surveillance Telescope

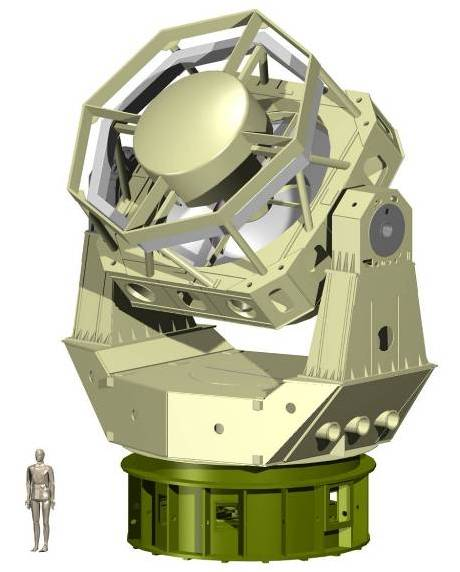
CAD-Darstellung des Space Surveillance Telescope

Das Space Surveillance Telescope ist ein Spiegelteleskop mit einer Apertur von 3,5 m und einem Sichtfeld von 3,5°. Das Teleskop wurde von der DARPA zur Beobachtung von Satelliten, Weltraummüll und anderer erdnaher Objekte entwickelt und ging Anfang 2011 in Betrieb. First Light war am 15. Februar 2011. Das Teleskop befand sich auf der White Sands Missile Range im US-Bundesstaat New Mexico; die Entwicklung kostete 110 Mio. US-Dollar.
Bis 2016 wird das Teleskop nach Westaustralien verbracht werden und an der Marinefunkstelle Harold E. Holt als Teil des Space Surveillance Networks in Betrieb gehen.
Das Teleskop ist mit drei Spiegeln aufgebaut, deren Anordnung als Paul-Baker, Paul-Willstrop oder Mersenne-Schmidt bezeichnet wird; den Spiegeln folgt ein mehrlinsiger Korrektor. In seinem Aufbau ähnelt das Teleskop dem Large Synoptic Survey Telescope, verfügt aber über entsprechend zur Bildkrümmung geformte CCD-Bildsensoren.

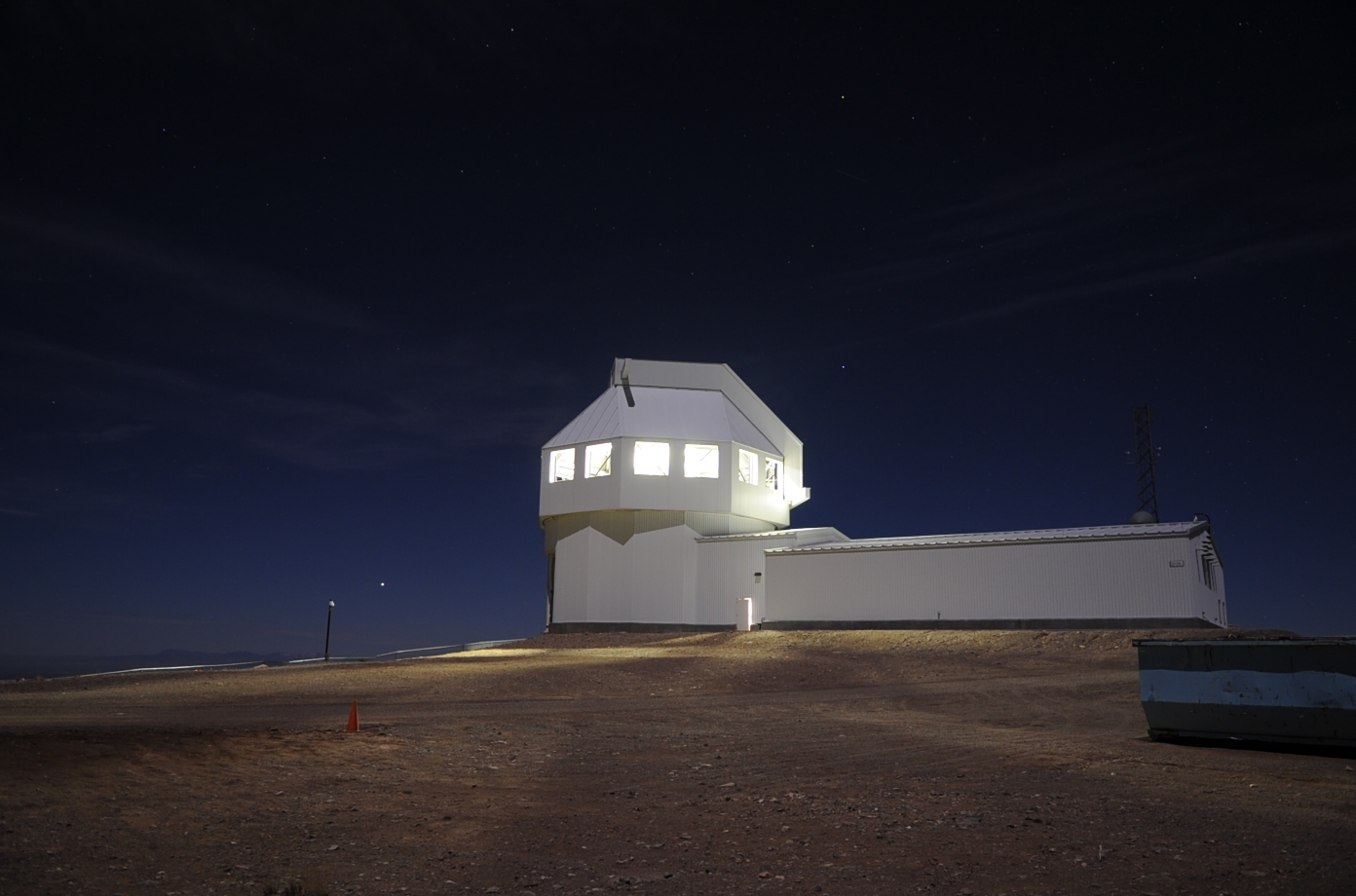
Gebäude des Space Surveillance Telescopes
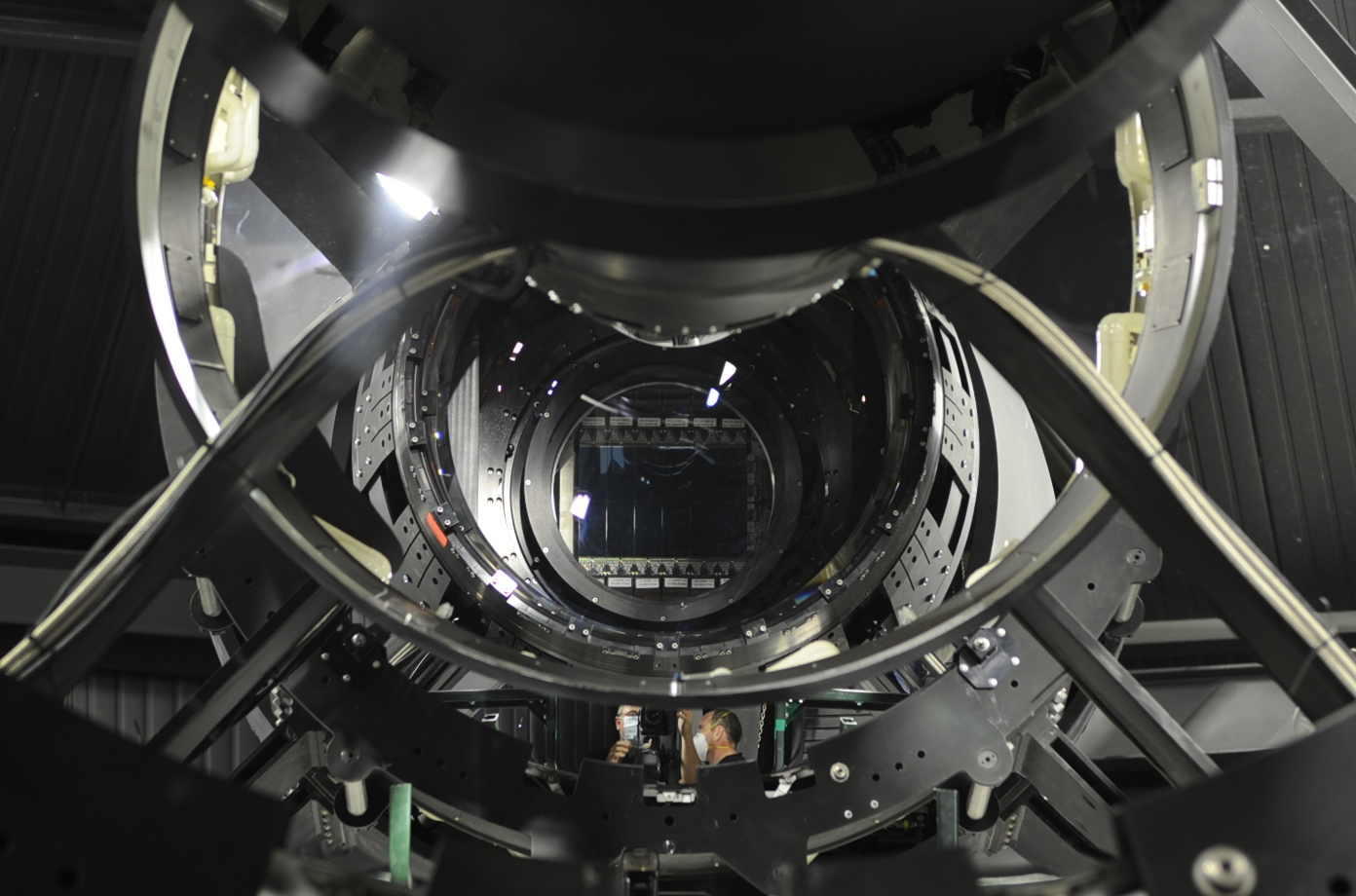
Innenansicht des Teleskops: Korrektor-Linsen und CCD-Sensoren